# Nieborów (gmina)
Pour les articles homonymes, voir Nieborów.
Nieborów est une gmina (commune) rurale (gmina wiejska) du powiat de Łowicz, dans la Łódź, dans le centre de la Pologne.
Son siège administratif (chef-lieu) est le village de Nieborów, qui se situe environ 14 kilomètres à l'est de Łowicz (siège du powiat) et 60 kilomètres au nord-est de la capitale régionale Łódź (capitale de la voïvodie).
La gmina couvre une superficie de 103,29 km2 pour une population de 9 536 habitants en 2006.

## Histoire
De 1975 à 1998, la gmina est attachée administrativement à la voïvodie de Skierniewice.

Depuis 1999, elle fait partie de la voïvodie de Łódź.

## Géographie
La gmina inclut les villages et localités de :
- Arkadia
- Bednary-Kolonia
- Bednary-Wieś
- Bełchów
- Bobrowniki
- Chyleniec
- Dzierzgów
- Dzierzgówek
- Janowice
- Julianów
- Karolew
- Kompina
- Michałówek
- Mysłaków
- Nieborów
- Patoki
- Piaski
- Sypień
- Zygmuntów

### Gminy voisines
La gmina de Nieborów est voisine de:

- la ville de :
  - Łowicz
- et les gminy de :
  - Bolimów
  - Kocierzew Południowy
  - Łowicz
  - Łyszkowice
  - Nowa Sucha
  - Skierniewice

## Structure du terrain
D'après les données de 2007, la superficie de la commune de Nieborów est de 103,29 kilomètres carrés, répartis comme telle :
- terres agricoles : 75 %
- forêts : 15 %

La commune représente 10,51 % de la superficie du powiat.

## Démographie
Données du 31 décembre 2007 :
| Description        | Total  | Total | Femmes | Femmes | Hommes | Hommes |
| ------------------ | ------ | ----- | ------ | ------ | ------ | ------ |
| Unité              | Nombre | %     | Nombre | %      | Nombre | %      |
| Population         | 9 542  | 100   | 4 935  | 51,7   | 4 607  | 48,3   |
| Densité (hab./km²) | 92     | 92    | 47     | 47     | 44     | 44     |